# Margherita Zoebeli

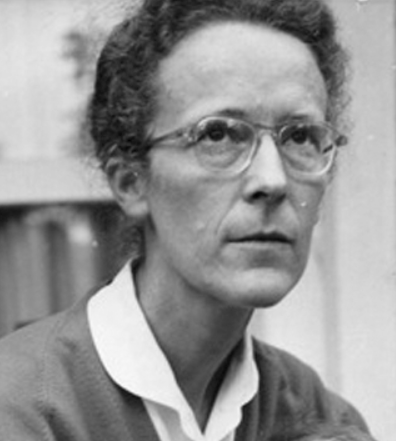
Margherita Zoebeli (1940)

Margherita Zoebeli, auch Margrit Zöbeli, (* 7. Juni 1912 in Zürich; † 25. Februar 1996 in Rimini); war eine Schweizer Pädagogin, Flüchtlingshelferin und humanitäre Aktivistin. Sie war Gründerin und Leiterin des Centro educativo italo-svizzero (CEIS) in Rimini.

## Leben
Margrit Zöbeli war die Tochter eines Arbeiters und Gewerkschafters, der sich politisch und sozial engagierte. Als Jugendliche war sie bei den Roten Falken für Ferienlager und Samstagnachmittagsausflüge verantwortlich. Die erste Falkengruppe wurde 1929 im Zürcher Stadtkreis 9 (Altstetten, Albisrieden) von den Geschwistern Zöbeli gegründet.
Während ihrer Gymnasialzeit begann sie für die Arbeiterkinderhilfe der Schweiz (AKH) (ab 1936 Schweizerisches Arbeiterhilfswerk (SAH)) zu arbeiten. Die Zunahme der Arbeitslosigkeit hatte 1932 zur Gründung der Arbeiterkinderhilfe (Proletarische Kinderhilfe) geführt, um sich der Kinder von Arbeitslosen anzunehmen; und man suchte nach jungen Menschen, die bereit waren, die Kinder zu betreuen. Das Arbeiterhilfswerk organisierte Seminare über Psychologie und Pädagogik, wo man diskutierte, wie eine Gemeinschaft organisiert werden konnte, um einen Platz für jedes Kind zu schaffen und wie man die Fähigkeiten jedes einzelnen Kindes nutzen konnte. Zöbeli vertiefte sich in die individualpsychologische Pädagogik Alfred Adlers, die in der sozialdemokratischen Wiener Schulreform zur Zeit des Roten Wien (1918–1934) eine bedeutende Rolle spielte.

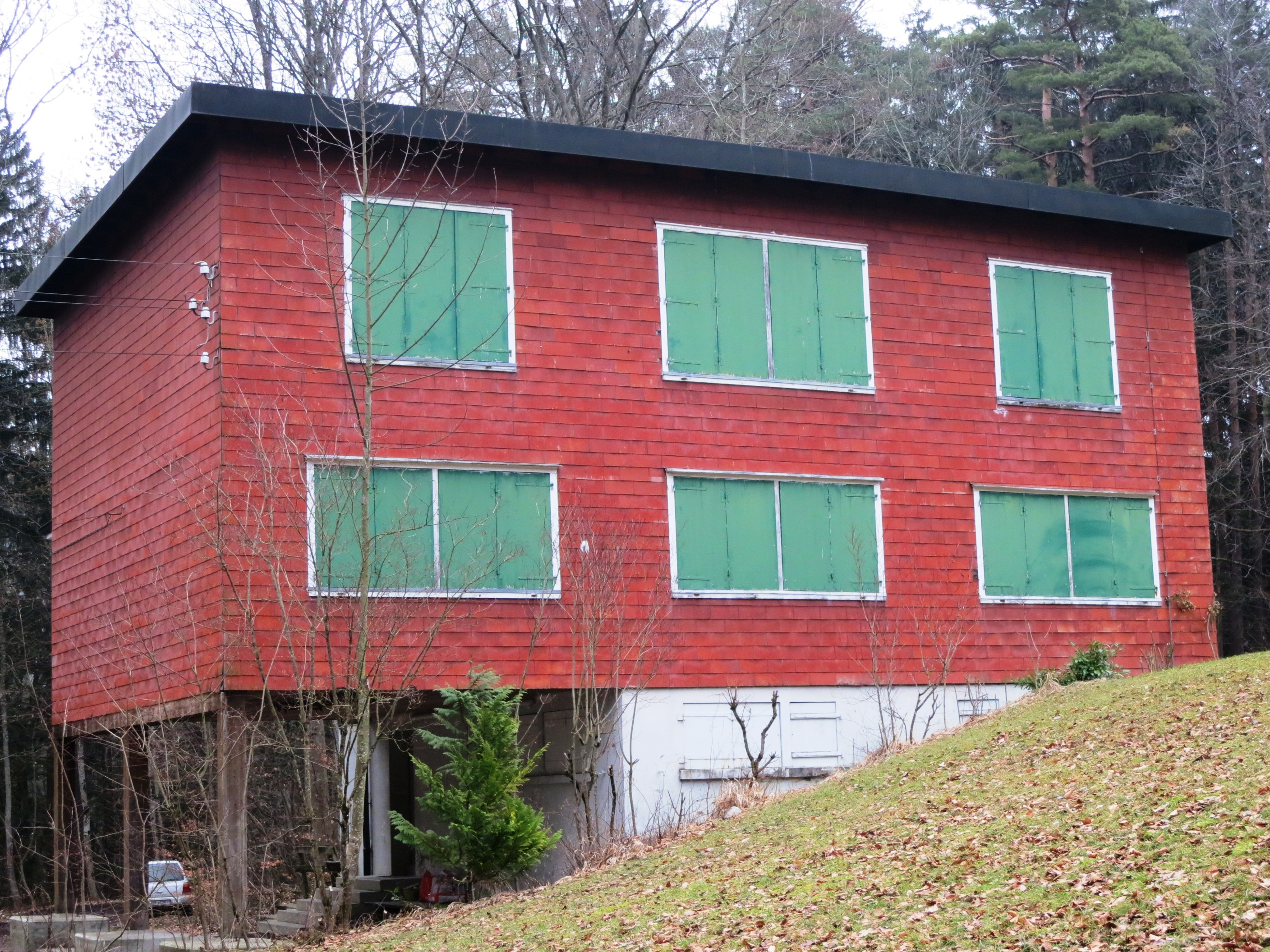
Ferienlagerhaus Mösli der Roten Falken Zürich von 1931. Hier in Stallikon fanden zwei von Zöbeli organisierte Studienwochen für italienische Kindergärtnerinnen statt.

Nach der Matura begann sie an der Universität Zürich Politikwissenschaften zu studieren. Da sie wegen familiären Problemen eine Arbeit suchen musste, brach sie das Studium ab. Aufgrund einer Anfrage eines Lehrers aus der österreichischen Industriestadt Steyr begann die AKH-Sekretärin Regina Kägi-Fuchsmann Arbeiterkinder aus dem Ausland in die Schweiz einzuladen. 1934 half Zoebeli bei der Betreuung von Flüchtlingskindern österreichischer Antifaschisten (Februarkämpfe in Wien) in der Schweiz.
Ende 1938 organisierte sie von Frankreich aus die Evakuation, Papiere und Unterkunft für rund hundert vom spanischen Bürgerkrieg betroffene Flüchtlingskinder aus Barcelona, die teilweise ihre Eltern auf der Flucht vor den Bombardierungen verloren hatten. In diesem Zusammenhang traf sie das erste Mal Célestin Freinet. Nachdem sie in Zürich das Diplom als Primarschullehrerin erworben hatte, unterrichtete sie dort von 1940 bis 1944 als Lehrerin an der Primarschule im Zürcher Stadtkreis 9.
Als während des Zweiten Weltkrieges der Widerstand der italienischen Partisanenrepublik Ossola zusammenbrach, wurde sie am 9. Oktober 1944 vom Arbeiterhilfswerk ins obere Val d’Ossola (Val Formazza) geschickt, um den Grenzübertritt der flüchtenden Partisanen und Zivilisten in die Schweiz zu organisieren.
Im Juli 1945 nahm sie an der Hilfsaktion (Schweizerspendemilch, Lebensmittel, Kleider, Möbel usw.) der Schweizer Spende und des Arbeiterhilfswerks in der französischen Stadt Saint-Étienne teil, die am 26. Mai 1944 durch die US-amerikanische Luftbombardierung (Transportation Plan) schwer beschädigt wurde und wo viele Flüchtlinge aus dem spanischen Bürgerkrieg Zuflucht gefunden hatten. Im Dezember 1945 fuhr sie für das Schweizer Arbeiterhilfswerk in das schwer bombengeschädigte Rimini, wo sie im Auftrag der Schweizer Spende für die Kriegsgeschädigten (Dono svizzero per le vittime di guerra) das Centro educativo italo-svizzero (CEIS) gründete, zunächst als Waisenhaus mit Kindergarten, ab 1947 mit Primarschule. Sie hatte sich für sechs Monate als Leiterin der Aktion verpflichtet.
Neben der programmgemässen Eröffnung des CEIS am 1. Mai 1946 begann die siebenköpfige Schweizer Equipe mit der Verteilung von Kleidern, Lebensmitteln, Möbeln, Werkzeugen, Wolldecken usw.; es wurde eine Volksküche eingerichtet und Nähkurse für Rimineserinnen durchgeführt. Unter Zoebelis Leitung von 1946 bis 1978 wurde das CEIS zu einer reformpädagogischen Pionierschule mit internationaler Ausstrahlung.
1948 nahm sie in Trogen an der Gründung der Internationalen Gesellschaft für erzieherische Hilfen FICE (Fédération Internationale Communautés d’Enfants) unter der Schirmherrschaft der UNESCO teil und eröffnete dem CEIS internationale Kontakte. Mit dem Kinderdorf Pestalozzi in Trogen gab es einen engen Erfahrungs- und Kinderaustausch und gemeinsame Bildungskurse. Eines ihrer gemeinsamen Anliegen war, sich gegen die Ausgrenzung der Schwächeren und für ihre volle Akzeptanz einzusetzen.
Nach dem Erdbeben von Friaul 1976 wurde sie vom Arbeiterhilfswerk gebeten, dort den Bau eines Kindergartens und die Lehrerausbildung zu organisieren. Nachdem sie 1978 die Leitung des CEIS abgegeben hatte, lebte und arbeitete sie weiterhin eng mit dem Dorf zusammen und war als fachliche Supervisorin und für Bildungsprojekte verantwortlich. 1982/83 reiste sie als Siebzigjährige aufgrund einer Anfrage der Regierung nach Nicaragua, um die Weiterbildung von Sonderschullehrern zu organisieren. Nach ihrer Rückkehr gründete sie ein Komitee, um Spenden für den Bau von Schulen in der Kaffeeregion zu sammeln, und organisierte am CEIS Fortbildungskurse für Lehrer aus Nicaragua.
Ihr Anliegen, den Kindern der ärmsten Länder zu helfen, führte sie im April 1988 nach Simbabwe. In den letzten Jahren ihres Lebens setzte sie sich intensiv für Initiativen zugunsten der kriegsgeschädigten Völker des ehemaligen Jugoslawiens ein. Mit dem 1995 erhaltenen Brandenbergerpreis gründete sie eine Stiftung, die ihren Namen trägt und die zum Zweck hat, die multikulturellen und innovativen pädagogischen Bemühungen des CEIS finanziell zu unterstützen.

## Werk
Das pädagogische Lebenswerk von Margherita Zoebeli gründete nicht auf den Erfahrungen des normalen Schulalltags, sondern auf Kriegs- und Notsituationen, die schon in ihrer Jugend ihr humanitäres Engagement weckten.
Unter den vielen Hilfswerken hatte sie dem Centro educativo italo-svizzero (CEIS) den grössten Teil ihres Lebens gewidmet. Hier wollte sie jedoch nicht bei der Fürsorge stehen bleiben, sondern setzte auch pädagogische Ziele. Die Hilfsbedürftigen sollten zur Selbsthilfe angeregt und wieder mit den Werten einer «normalen» Welt ohne Krieg vertraut gemacht werden. Die praktische Beschäftigung sollte neben der intellektuellen Tätigkeit bei der Verarbeitung der Kriegserlebnisse helfen. Zielgruppe dieser Erziehung waren die Kinder und ihre Mütter.
Die Pädagogen des CEIS formulierten ihre Ziele folgendermassen: Eines der wichtigsten Ziele des Kindergartens ist es, in Italien die Prinzipien einer modernen Erziehung zu verbreiten. Die an faschistische Disziplin und Gehorsam gewöhnten Kinder sollten zu freien, kritischen, nicht autoritätsgebundenen Menschen heranwachsen. Als Vorbild dienten ihnen die schweizerischen Bildungsmethoden und die Werte einer demokratischen Erziehung. Sie orientierten sich an den Grundsätzen der école active (Handlungsorientierter Unterricht) der Genfer Reformpädagogen Adolphe Ferrière und Pierre Bovet vom Institut Jean-Jacques Rousseau. Sie stellten die praktische, experimentierende Tätigkeit in den Mittelpunkt der Erziehung, bezogen die Umwelt in den Unterricht ein, und förderten die Eigenverantwortlichkeit und die Selbsttätigkeit der Kinder.
Nach der Eröffnung der ersten Schulklasse 1947 mussten geeignete Lehrmittel, wie sie Celestin Freinet entwickelt hatte, selbst hergestellt werden und Kindergärtnerinnen ausgebildet werden. Bis 1951 konnten alle fünf Elementarklassen im CEIS absolviert werden.
In den 1950er-Jahren wurde das erste Haus gebaut und internationale Sommerkolonien durchgeführt, die zur Mitgliedschaft des CEIS zum Centres d'Entrainement aux Méthodes d'Education Active CEMEA führten. 1953 wurde am CEIS das erste pädagogisch-psychologische medizinische Zentrum der Gegend eröffnet.
Die Zusammenarbeit und die Beratungstätigkeit von Margherita Zöbeli für die Gemeinde Rimini führten zum Bau der ersten Kindergärten (scuola materna) in Rimini und zu Anfragen von weiteren interessierten Gemeinden. In Zusammenarbeit mit der CEMEA wurden am CEIS zahlreiche jährliche Weiterbildungskurse für die Lehrer dieser Schulen angeboten.
Das CEIS konnte sich erfolgreich gegen die Fusion mit dem Asilo Baldini wehren und wurde zu einer Privatschule. Seit 1973 ist sie eine staatlich anerkannte Grundschule (scuola elementare parificata), die durch Elternbeiträge, den 1950 in Zürich gegründeten Gönnerkreis «Pro Rimini» und vom Ministero della Publica Istruzione finanziert wird.
Die internationale pädagogische Fachwelt war von den Beiträgen des CEIS für ein neues Schul- und Fürsorgewesen im Nachkriegs-Italien beeindruckt. Bereits 1947 und 1948 fanden die von Oscar Forel gegründeten Internationalen Studienwochen für das Kriegsgeschädigte Kind S.E.P.E.G. (Semaines Internationales d'Etudes pour l'Enfance victime de la Guerre) mit der internationalen pädagogischen Avantgarde im CEIS statt. 1952 beteiligten sich namhafte Erzieher wie Celestin Freinet am ersten Konvent der Bewegung für eine pädagogische Zusammenarbeit (Movimento di Cooperazione Educativa) im CEIS.
In den 1960er-Jahren war das CEIS Forschungsgegenstand italienischer Universitäten. Es übernahm eine Pionierrolle bei der Integration von behinderten Kindern, als im Schuljahr 1973/74 erstmals behinderte Kinder in Regelklassen aufgenommen wurden.

## Ehrungen
- 1963 Ehrenbürgerrecht von Rimini, in Anerkennung der pädagogischen Arbeit zugunsten der Stadt.
- 1989 verlieh ihr die Universität Bologna zusammen mit Mario Lodi und Paulo Freire die Ehrendoktorwürde in Pädagogik.
- 1993 Medaglia d'oro con diploma di benemerenza di prima classe der italienischen Republik.
- 1995 Preis der Stiftung Dr. J. E. Brandenberger, in Anerkennung ihres selbstlosen Einsatzes in der Nachkriegshilfe und für die Förderung moderner Erziehungsmethoden.

## Veröffentlichungen
- mit I. Pescioli: il bambino e la scuola materna. Scuola e Città n.2, Centro Educativo Italo Svizzero di Rimini, Rimini 1965
- Educazione e linguaggio per gli handícappati; I.E.I. Roma 1987